# Carlo Zen (Bischof)
Felice Carlo Gasparo Zen (* 23. Oktober 1772 oder 1773 in Venedig; † 29. Juni 1825 in Rom) war ein italienischer Kurienbischof der römisch-katholischen Kirche.

## Leben
Er stammte aus einer Familie des venezianischen Patriziats, was ihm durch Resolution des Wiener Hofes am 18. Dezember 1817 als Adelstitel bestätigt wurde. Die Priesterweihe empfing Carlo Zen am 23. Oktober 1803. Er setzte seine Studien am Kolleg der Barnabiten in Bologna fort, später auch in Rom. Nach der französischen Besetzung 1808 ging er zurück in seine Heimatstadt. Nach der Wiederherstellung des Kirchenstaats besuchte er 1814 kurzzeitig die Akademie des kirchlichen Adels, um dann in den Dienst der Kurie zu treten. Am 10. März 1816 erlangte er den Grad eines Doctor iuris utriusque.
Carlo Zen wurde am 29. April 1816 zum Titularerzbischof von Chalcedon ernannt. Die Bischofsweihe spendete ihm am 19. Mai 1816 Giovanni Filippo Gallarati Kardinal Scotti; Mitkonsekratoren waren die Erzbischöfe Candido Maria Frattini und Pietro Caprano. Am 14. August 1816 wurde Carlo Zen zum Nuntius in Luzern ernannt. Am 26. November 1817 wurde er zum Nuntius in Paris ernannt, doch konnte er diese Funktion nicht ausüben, da die Konkordatsverhandlungen des Heiligen Stuhls mit Frankreich ausgesetzt wurden. So wurde er 1819 Sekretär der Kongregation für die Bischöfe und Regularen.
Er starb 1825 in Rom und wurde in der dortigen Kirche San Carlo ai Catinari beigesetzt.